# Tarano
Tarano és un comune (municipi) de la província de Rieti, a la regió italiana del Laci, situat a uns 50 km al nord de Roma i a uns 25 km a l'oest de Rieti. A 1 de gener de 2019 la seva població era de 1.420 habitants.
Tarano limita amb els següents municipis: Collevecchio, Forano, Montebuono, Selci, Stimigliano i Torri in Sabina.